# Nazionale maschile di hockey su ghiaccio dell'Austria
La nazionale di hockey su ghiaccio maschile dell'Austria (österreichische Eishockeynationalmannschaft) è la squadra che rappresenta l'Austria nelle competizioni internazionali di hockey su ghiaccio. Nel suo palmarès figurano due bronzi ai mondiali (1931 e 1947); un oro, due argenti e tre bronzi agli europei.
Dal 1947 non ha più vinto medaglie in una competizione ufficiale, e dal 1994 non è mai salita oltre il 10º posto.

## Risultati

### Campionato europeo
| Edizione | Sede                           | Piazzamento |        |
| -------- | ------------------------------ | ----------- | ------ |
| 1910     | Montreux                       | n/d         |        |
| 1911     | Berlino                        | n/d         |        |
| 1912     | Praga                          | 3º posto    | roster |
| 1913     | Monaco di Baviera              | 4º posto    | roster |
| 1914     | Berlino                        | n/d         |        |
| 1921     | Stoccolma                      | n/d         |        |
| 1922     | Sankt Moritz                   | n/d         |        |
| 1923     | Anversa                        | n/d         |        |
| 1924     | Milano                         | n/d         |        |
| 1925     | Štrbské Pleso e Starý Smokovec | 2º posto    | roster |
| 1925     | Davos                          | 3º posto    | roster |
| 1927     | Vienna                         | 1º posto    | roster |
| 1929     | Budapest                       | 3º posto    | roster |
| 1932     | Berlino                        | 2º posto    | roster |

### Campionato mondiale
| Edizione | Sede                                     | Piazzamento                                               |        |
| -------- | ---------------------------------------- | --------------------------------------------------------- | ------ |
| 1920     |                                          | n/d                                                       |        |
| 1924     |                                          | n/d                                                       |        |
| 1928     |                                          | n/d                                                       |        |
| 1930     | Chamonix Vienna Berlino                  | 4º posto                                                  | roster |
| 1931     | Krynica                                  | 3º posto                                                  | roster |
| 1932     |                                          | n/d                                                       |        |
| 1933     | Praga                                    | 4º posto                                                  | roster |
| 1934     | Milano                                   | 7º posto                                                  | roster |
| 1935     | Davos                                    | 6º posto                                                  | roster |
| 1936     |                                          | n/d                                                       |        |
| 1937     |                                          | n/d                                                       |        |
| 1938     | Praga                                    | 10º posto                                                 | roster |
| 1939     |                                          | n/d                                                       |        |
| 1947     | Praga                                    | 3º posto                                                  | roster |
| 1948     |                                          | n/d                                                       |        |
| 1949     | Stoccolma                                | 6º posto                                                  | roster |
| 1950     |                                          | n/d                                                       |        |
| 1951     | Parigi                                   | 11º posto (4º posto nel Criterium d'Europa)               | roster |
| 1952     |                                          | n/d                                                       |        |
| 1953     | Zurigo e Basilea                         | 11º posto (2º posto nel Gruppo B)                         | roster |
| 1954     | Stoccolma                                | 6º posto                                                  | roster |
| 1955     | Colonia, Düsseldorf, Krefeld e Dortmund  | 11º posto (2º posto nel Gruppo B)                         | roster |
| 1956     | Cortina d'Ampezzo (Olimpiadi invernali)  | 10º posto                                                 | roster |
| 1957     | Mosca                                    | 7º posto                                                  | roster |
| 1958     |                                          | n/d                                                       |        |
| 1959     | Praga e Plzeň                            | 15º posto (3º posto nel Gruppo B)                         | roster |
| 1960     |                                          | n/d                                                       |        |
| 1961     | Ginevra e Losanna                        | 14º posto (6º posto nel Gruppo B)                         | roster |
| 1962     | Colorado Springs e Denver                | 10º posto (2º posto nel Gruppo B)                         | roster |
| 1963     | Stoccolma                                | 16º posto (1º posto nel Gruppo C)                         | roster |
| 1964     |                                          | n/d                                                       |        |
| 1965     | Turku, Rauma e Pori                      | 13º posto (5º posto nel Gruppo B)                         | roster |
| 1966     | Zagabria                                 | 13º posto (5º posto nel Gruppo B)                         | roster |
| 1967     | Vienna                                   | 14º posto (6º posto nel Gruppo B)                         | roster |
| 1968     |                                          | n/d                                                       |        |
| 1969     | Lubiana                                  | 13º posto (7º posto nel Gruppo B)                         | roster |
| 1970     | Galați                                   | 15º posto (1º posto nel Gruppo C)                         | roster |
| 1971     | Ginevra, Berna, Lyss e La Chaux-de-Fonds | 13º posto (7º posto nel Gruppo B)                         | roster |
| 1972     | Miercurea Ciuc                           | 14º posto (1º posto nel Gruppo C)                         | roster |
| 1973     | Graz                                     | 12º posto (6º posto nel Gruppo B)                         | roster |
| 1974     | Lubiana                                  | 14º posto (8º posto nel Gruppo B)                         | roster |
| 1975     |                                          |                                                           | roster |
| 1976     | Danzica                                  | 17º posto (1º posto nel Gruppo C)                         | roster |
| 1977     | Tokyo                                    | 17º posto (9º posto nel Gruppo B)                         | roster |
| 1978     | Las Palmas                               | 18º posto (2º posto nel Gruppo C)                         | roster |
| 1979     | Galați                                   | 15º posto (7º posto nel Gruppo B)                         | roster |
| 1981     | Pechino                                  | 17º posto (1º posto nel Gruppo C)                         | roster |
| 1982     | Klagenfurt                               | 10º posto (2º posto nel Gruppo B)                         | roster |
| 1983     | Tokyo                                    | 11º posto (3º posto nel Gruppo B)                         | roster |
| 1985     | Friburgo                                 | 12º posto (4º posto nel Gruppo B)                         | roster |
| 1986     | Eindhoven                                | 14º posto (6º posto nel Gruppo B)                         | roster |
| 1987     | Canazei                                  | 11º posto (3º posto nel Gruppo B)                         | roster |
| 1989     | Oslo e Lillehammer                       | 14º posto (6º posto nel Gruppo B)                         | roster |
| 1990     | Lione e Megève                           | 11º posto (3º posto nel Gruppo B)                         | roster |
| 1991     | Lubiana, Bled e Jesenice                 | 13º posto (5º posto nel Gruppo B)                         | roster |
| 1992     | Klagenfurt e Villach                     | 13º posto (1º posto nel Gruppo B)                         | roster |
| 1993     | Monaco di Baviera e Dortmund             | 11º posto                                                 | roster |
| 1994     | Bolzano, Canazei e Milano                | 8º posto                                                  | roster |
| 1995     | Stoccolma e Gävle                        | 11º posto                                                 | roster |
| 1996     | Vienna                                   | 12º posto                                                 | roster |
| 1997     | Katowice                                 | 16º posto (4º posto nel Gruppo B)                         | roster |
| 1998     | Zurigo e Basilea                         | 15º posto                                                 | roster |
| 1999     | Oslo, Hamar e Lillehammer                | 10º posto                                                 | roster |
| 2000     | San Pietroburgo                          | 13º posto                                                 | roster |
| 2001     | Colonia, Norimberga e Hannover           | 11º posto                                                 | roster |
| 2002     | Göteborg, Jönköping e Karlstad           | 12º posto                                                 | roster |
| 2003     | Helsinki, Tampere e Turku                | 10º posto                                                 | roster |
| 2004     | Praga e Ostrava                          | 11º posto                                                 | roster |
| 2005     | Vienna e Innsbruck                       | 16º posto                                                 | roster |
| 2006     | Amiens                                   | 18º posto (1º posto nella I divisione - Gruppo A)         | roster |
| 2007     | Mosca e Mytišči                          | 15º posto                                                 | roster |
| 2008     | Innsbruck                                | 17º posto (1º posto nella I divisione - Gruppo A)         | roster |
| 2009     | Berna e Kloten                           | 14º posto                                                 | roster |
| 2010     | Tilburg                                  | 17º posto (1º posto nella I divisione - Gruppo A)         | roster |
| 2011     | Bratislava e Košice                      | 15º posto                                                 | roster |
| 2012     | Lubiana                                  | 18º posto (2º posto nella I divisione - Gruppo A)         | roster |
| 2013     | Stoccolma e Helsinki                     | 15º posto                                                 | roster |
| 2014     | Goyang                                   | 18º posto (2º posto nella I divisione - Gruppo A)         | roster |
| 2015     | Praga e Ostrava                          | 15º posto                                                 | roster |
| 2016     | Katowice                                 | 20º posto (4º posto nella I divisione - Gruppo A)         | roster |
| 2017     | Kiev                                     | 17º posto (1º posto nella I divisione - Gruppo A)         | roster |
| 2018     | Copenaghen e Herning                     | 14º posto                                                 | roster |
| 2019     | Bratislava e Košice                      | 16º posto                                                 | roster |
| 2020     |                                          | Competizioni annullate a causa della pandemia di COVID-19 |        |
| 2021     |                                          | Competizioni annullate a causa della pandemia di COVID-19 | roster |

### Olimpiadi

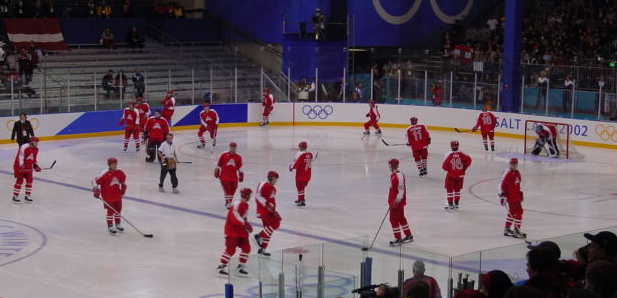
La selezione austriaca ai Giochi olimpici di

| Edizione | Sede                   | Piazzamento |        |
| -------- | ---------------------- | ----------- | ------ |
| 1928     | Sankt Moritz           | 9º posto    | roster |
| 1932     | Lake Placid            | n/d         |        |
| 1936     | Garmisch-Partenkirchen | 7º posto    | roster |
| 1948     | Sankt Moritz           | n/d         |        |
| 1952     | Oslo                   | n/d         |        |
| 1956     | Cortina d'Ampezzo      | 10º posto   | roster |
| 1960     | Squaw Valley           | n/d         |        |
| 1964     | Innsbruck              | 13º posto   | roster |
| 1968     | Grenoble               | 13º posto   | roster |
| 1972     | Sapporo                | n/d         |        |
| 1976     | Innsbruck              | 8º posto    | roster |
| 1980     | Lake Placid            | n/d         |        |
| 1984     | Sarajevo               | 10º posto   | roster |
| 1988     | Calgary                | 9º posto    | roster |
| 1992     | Albertville            | n/d         |        |
| 1994     | Lillehammer            | 12º posto   | roster |
| 1998     | Nagano                 | 14º posto   | roster |
| 2002     | Salt Lake City         | 12º posto   | roster |
| 2006     | Torino                 | n/d         |        |
| 2010     | Vancouver              | n/d         |        |
| 2014     | Soči                   | 10º posto   | roster |